# Топљење
Топљење је физички процес у коме материја мења своје агрегатно стање од чврстог у течно. Унутрашња енергија чврсте материје се увећава, обично загревањем или повећањем притиска, чиме се њена температура подиже до температуре топљења. Када тело достигне тачку топљења, његова строга структура молекула се ремети и постаје лабавије уређена, чиме тело постаје течност. Док тело прелази из чврстог у течно стање његова температура се не мења. Енергија коју је потребно предати телу да би се оно отопило (на температури топљења) назива се латентна топлота. Топљење треба разликовати од стапања, које се односи на физичку фузију различитих материјала, као у легурама, на пример.
Кристална се тела топе на одређеној температури на којој, због довођења топлоте према кинетичкој теорији, енергија вибрације елемената кристалне решетке постаје већа од енергије веза које састојке решетке држе на окупу, те се решетка нагло распада и њезини састојци постају један према другом слободно покретљиви. Аморфне чврсте матереје (као стакло, битумен, смоле) немају талиште, него постају поступно све мекше и континуирано прелазе у течно стање. Оне се зато сматрају течностма врло велике вискозности.
Загревањем комадића олова (на пример у челичној посуди), може се видети да ће се оно растопити код неке одређене температуре. Ако се растаљено олово остави да се охлади, оно ће поново прећи у чврсто агрегатно стање. Чврсто тело прелази дакле у течно загрејањем, а течно у чврсто хлађењем. За сваку хемијску материја постоји одређена температура код које материја прелази из чврстог у течно стање, односно из течног у чврсто агрегатно стање. У првом случају долази до топљења, те се та температура назива талиште, а у другом случају долази до очвршћавања. Експериментима је утврђено да се талиште и скрутиште подударају за једнаке материјале код истог притиска. Од чистих метала тали се код најниже температуре калај, олово и бизмут, док је жива код нормалне температуре у течном стању. Легуре (смеше два или више метала) имају редовно ниже талиште него што је талиште метала од којих се та легура састоји, на пример легура од једнаких делова цинка и олова која се употребљава за меко лемљење, топи се код 200 °C.

## Талиште
Талиште је температура при којој нека материја прелази из чврстог у течно агрегатно стање. Оно зависи од притиска, али се у таблицама за поједине материје обично наводе вредности талишта код нормираног атмосферског притиска (101 325 ). Под већим притиском талиште се снижава, а под мањим повисује. Талиште легура и чврстих раствора редовно је ниже од талишта појединих компонената. Температура очвршћавања, што је обрнута појава преласка из течног у чврсто стање, зове се крутиште (за воду се традиционално користи појам ледиште). За већину материја талиште је једнако крутишту, на пример код живе су на 234,32 келвина (−38,83 °C). За неке се материје разликују, на пример органски се полимер агар топи изнад 85 °, а очвршћавање почиње тек када се температура спусти између 32 ° и 40 °. Тај феномен се назива хистерезис. Код неких материја, као што је стакло, долази до поступног очвршћавања без кристализације те се крутиште и талиште не могу тачно одредити. То су такозване аморфне материје.
Много тачнија дефиниција талишта (или ледишта) јесте да је то температура при којој су чврста и течна фаза неке материје при одређеном притиску у равнотежи.
Талиште воде (леда) је на 0 ° (273 ). Ако у води има ситних честица које делују као језгра кристализације ледиште је једнако талишту, међутим потпуно чиста вода се може потхладити до −42 ° (231 ) пре него што се почне смрзавати. За разлику од врелишта, талиште је релативно неосетљиво на промену притиска. Хемијски елемент с највишом температуром талишта која износи 3 695 K (3 422 °) је волфрам. С друге стране лествице је хелијум који се при нормалном притиску не очвршћава чак ни на апсолутној нули.

### Топлота топљења
Топлота топљења леда се може одредити тако што се стави у лимену кутију 1 килограм леда (или снега) на -10 ° и загрева се на пламенику. У лед се стави термометар и меша се. Жива ће се у термометру дигнути до ледишта и стати. Тада ће се лед отапати, а термометар ће показивати стално 0 °. Значи, сва доведена топлота троши се загрејавањем на топљење леда. Докле год се сав лед не растопи, температура смеше воде и леда неће се дизати. Топлота потребна да се 1 килограм чврсте материје која је већ угрејана на температуру талишта претвори потпуно у течност назива се топлота таљења. На пример топлота топљења леда је 335 , бакра 166 kJ, платине 113 kJ и тако даље.

### Зависност талишта од притиска
Експериментима је установљено да талиште зависи од притиска под којим се налази одређена хемијска материја приликом топљења. Испитивања су показала да талиште расте с повећањем притиска код оних материја које топљењем повећавају своју запремину. Обратно је код материја којима се запремина смањује приликом топљења. Талиште леда снизује се за 0,007 5 ° при повећању притиска за 1 бар.

### Растварање
Растварање је превођење неке хемијске материје у раствор. Растварање може бити физичко, при чему се растворена материја хемијски не мења (на пример растварање шећера у води), или хемијско, при чем настаје хемијска реакција (на пример растварање метала у киселинама уз стварање соли).
Узмимо чашу воде у коју смо ставили термометар и бацимо затим у воду нешто кухињске соли. Со ће се растворити, а температура воде ће пасти. Чврсте материје могу прећи у течно стање растварањем у извесним течностима. Течност у којој се нека материја ратвара зове се растварач, а настала течност назива се раствор. Из тог се експеримента види да се за растварање троши топлота. Однос између количине растворене материје и количине растварача зове се концентрација раствора. Често се концентрација раствора изражава бројем молова растоврене материје. Моларни раствор је раствор код кога је у 1 литри растварача растворен 1  неке материје. Ако је на пример у 1 литри воде растворено 5,85 грама кухињске соли која има молекуларну масу 58,5, онда је то 1/10 моларни раствор. Количина материје која се може растворирити у некој течности зависи од температуре. Што је температура виша, то се може растворити већа количина материје и обратно. Ако раствор садржи највећу количину материје која се може растворити код одређене температуре, то је засићени раствор. Ако садржи мање материје, онда је незасићен, а ако садржи превише, то је презасићени раствор. Сувишна количина материје се у том случају излучује у чврстом стању, то јест настаје кристализација. За растварање је потребна одређена количина топлоте; та се количина не доводи споља, течност се хлади при раствапању чврсте материје. На тај начин се могу добити раствори ниских температура који се зову хладне смесе. На пример смеса од 3 дела леда и једног дела соли може постићи температуру од -21 °. У течностима се могу растварати и гасови, и то врло велика количина. Растварање гасова у течностима зове се апсорпција.

### Очвршћавање
Очвршћавање је прелаз хемијске материје из течног у чврсто агрегатно стање. Та се појава тумачи деловањем два супротна утицаја на међуделовање честица у материјама: кохезија узрокује међусобно привлачење честица, а кинетичка енергија тих молекула разједињује. Снижавањем температуре течности смањује се кинетичка енергија, те деловање кохезије постаје релативно све јаче. Када се кинетичка енергија молекула смањи испод одређене вредности, кохезија превагне и чврсто згусне честице једну уз другу. Чврсте материје могу бити аморфне материје или творити кристалну решетку.

#### Ледиште
Ледиште је температура при којој нека материја прелази из течног у чврсто агрегатно стање. Оно зависи од притиску, али се у таблицама за поједине материје обично наводе вредности ледишта код нормираног атмосферског притиска (101 325 ). Под већим притиском ледиште се снижава, а под мањим повисује. Ледиште легура и чврстих раствора редовно је ниже од ледишта појединих компонената. Како би се експериментима утврдила температура на којој постоји равнотежа између чврстог и течног агрегатног стања неке материје, погодније је измерити њено талиште, јер је при одређивању ледишта често потребно потхлађивање материје да би започела кристализација.
Температура ледишта неког растварача (вода, алкохол, ацетон...) разликује се од температуре ледишта раствора неке чврсте материје у том растварачу. Раствори имају нижу температуру ледишта од чистог растварача. Дакле растворена чврста материја узрокује снижење температуре ледишта раствора, које зависи од броја честица растворене материје у растварачу. Зато се ово својство убраја у колигативна својства раствора.
Смрзавање или залеђивање је хлађење материја на температури нижој од ледишта. Тако се на пример животне намирнице излажу смрзавању како би се постигло бактериостатско деловање (конзервирање).

### Талиште неких материјала
| Materijal              | Θ/°     | T/      |
| ---------------------- | ------- | ------- |
| Хелијум (на 26 bar)    | −272,2  | 0,955   |
| Водоник                | −259    | 14      |
| Деутеријум             | −254    | 19      |
| Трицијум               | −253    | 20      |
| Неон                   | −248    | 25      |
| Кисеоник               | −218    | 55      |
| Азот                   | −210    | 63      |
| Озон                   | −193    | 80      |
| Етанол (               | −114    | 159     |
| Хлор                   | −102    | 171     |
| Бензин                 | −40     | 233     |
| Жива                   | −38,36  | 234,795 |
| Вода                   | 0       | 273,155 |
| Нитроглицерин          | 2       | 275,95  |
| Бензен                 | 5,5     | 278,7   |
| Восак                  | 55      | 328     |
| Нафтален               | 80      | 353     |
| Тринитротолуен         | 80,35   | 353,20  |
| Сумпор (ромбски)       | 113     | 386     |
| Сумпор (моноклински)   | 119     | 392     |
| Шећер                  | 160     | 433     |
| Литијум                | 180     | 453     |
| Калај                  | 231     | 504     |
| Олово                  | 327,4   | 600,6   |
| Цинк                   | 419,5   | 692,7   |
| Алуминијум             | 660,32  | 933,48  |
| Кухињска со            | 801     | 1 074   |
| Сребро                 | 960,8   | 1 234,0 |
| Злато                  | 1 064   | 1 337   |
| Бакар                  | 1 084   | 1.357   |
| Берилијум              | 1 287   | 1 560   |
| Жељезо                 | 1 536   | 1 809   |
| Платина                | 1 773,5 | 2 046,7 |
| Бор                    | 2 076   | 2 349   |
| Волфрам                | 3 422   | 3 695   |
| Хафнијум карбид        | 3 890   | 4 163   |
| Тантал карбид          | 3 942   | 4 215   |
| Тантал-хафнијум карбид | 4 215   | 4 488   |